# Chavín de Huántar

Stela Raimondiego

Chavín de Huántar – stanowisko archeologiczne kultury Chavín położone na północy górskich obszarów dzisiejszego Peru. W 1985 roku stanowisko zostało zapisane na listę światowego dziedzictwa UNESCO.
W okresie powstawania i istnienia miasta zaczęto uprawiać kukurydzę i wiele innych nowych roślin. Ludność zaczęła skupiać się w miasteczkach. Wysoki rozwój osiągnęła architektura sakralna. Główną postacią kultową Chavin, było bóstwo znane jako Bóg opiekuńczy, będący rodzajem boga niebios. Z tego okresu znany jest również najwyższy bóg hybrydalny Onkoy. Był obojnakiem o wyglądzie w połowie kota, a w połowie gada.

## Stanowisko archeologiczne
Ruiny Chavín de Huántar zostały odkryte przez archeologa Julio C. Tello. Całość założenia architektonicznego została rozplanowana wzdłuż osi wschód-zachód, na powierzchni o wymiarach 150 × 75 m i składa się z budowli o charakterze kultowym. Dwie najważniejsze budowle zostały nazwane: El Castillo (zamek) oraz Wczesna Świątynia.
El Castillo to budowla o wymiarach 75 × 72 m, pierwotnie miała trzy kondygnacje, obecnie zachowana ruina ma wysokość 13,0 m. Cokół wykonany został z ociosanego kamienia, mury zostały ozdobione osadzonymi na trzpieniach kamiennymi głowami przypominających głowy kota oraz fryzem z wyobrażeniem kondora. Portal wejściowy obramowany został dwoma kolumnami o wysokości 2,30 m i średnicy 0,90 m. Dekorację kolumn stanowią wyobrażenia postaci ze skrzydłami, ptasimi dziobami i kłami.
Przed El Castillo znajduje się czworokątny plac otoczony murem oporowym i dwoma innymi budynkami.
Druga ważna budowla zespołu Chavín de Huántar, Wczesna Świątynia, jest starsza od „zamku”. Jej wnętrze to labirynt niskich pomieszczeń, korytarzy, pochylni i schodów. Całość zaopatrzona jest w system pionowych i poziomych kanałów wentylacyjnych, nadal czynnych.
Wewnątrz znajduje się kamienna stela nazywana El Lanzón – Duża lanca. Jest to wysoki na 4,5 m granitowy monolit o trójkątnym przekroju. Cieńszy jego koniec zwrócony jest w dół, część górna przechodzi przez kamienne przekrycie krzyżujących się nad nim galerii. Galerie przecinają się pod kątem prostym, tworząc plan krzyża łacińskiego, a „sztylet” znajduje się dokładnie w osi ich przecięcia. Z uwagi na wąskie przestrzenie labiryntu przypuszcza się, że stela została ustawiona wcześniej, a później, wokół niej wzniesiono istniejącą świątynię. Ozdobą monolitu jest relief przedstawiający głowę bóstwa z kłami oraz włosami-wężami. Przypuszcza się, że pionowe ustawienie monolitu symbolizuje trzy sfery: niebo, ziemię i świat podziemny. Jego ustawienie na skrzyżowaniu galerii nawiązuje do czterech stron świata. Przenikanie „sztyletu” jest symbolem porządku i trwałości świata.
W Chavín de Huántar odnaleziono również tzw. stele Raimondiego. Jest to monolit, na którym wyryto z jeden z wczesnych wizerunków tzw. Bóstwa z berłami. 
Rzeźby wykonane w kamieniu to najbardziej charakterystyczna cecha kultury Chavín. Ich najważniejszym motywem jest kompozycja złożona z wyobrażeń kocich pysków z kłami, węży i figur geometrycznych. Pomiędzy nimi umieszczone są drapieżne zwierzęta i wizerunki bóstw.

## Literatura przedmiotu
- R.H. Nicoń Dzieje, kultura i upadek Inków, wyd. Ossolineum, Wrocław 1958
- Jan Szemiński, Mariusz Ziółkowski Mity, rytuały i polityka Inków, wyd. PIW, Warszawa 2006, ISBN 83-06-02993-3